# 定覺寺
定覺寺，又名定國寺、三聖宮定覺寺，是位於臺灣彰化縣二水鄉惠民村的廟宇，特色為廟方為廟內受祭拜的眾神明各指派一中華民國政府院部「官職」，並於初一、十五升中華民國國旗。

## 神明「內閣」
廟方為各神明指派一中華民國「政府官職」，像是玄天上帝為行政院長、城隍爺為立法院長、包公為司法院長、考試院長為濟公禪師、三官大帝為監察院長；中華民國行政院八部亦各有神祇，如九天玄女掌內政部、關公掌國防部、五府千歲掌交通部，彌勒佛掌財政部、釋迦牟尼佛掌教育部、被封為中華聖母的蔣宋美齡掌經濟部、地藏王菩薩掌法務部、觀音菩薩掌外交部等。
廟後方有一八角型的升旗座，塔座約5坪，八個方位各標示經濟部、交通部、教育部、內政部、外交部、國防部、財政部、法務部。初一、十五，廟方固定舉行升起中華民國國旗，並由法師帶領進行祈福法會。
此廟也擺設蔣介石銅像，旁邊則是一根陽具雕塑。對此，廟方解釋每一尊像都有其氣場，園區廣達2公頃，銅像擺放位置由天神指定，所以這兩尊在一起也天意。
在鄰近的碧雲禪寺被建商魏明仁取得並在該寺插了中華人民共和國國旗後，有民眾拿會升中華民國國旗的定覺寺作比較。不過，定覺寺強調不沾染俗世政治，宗教淨化人心才是終極目的。

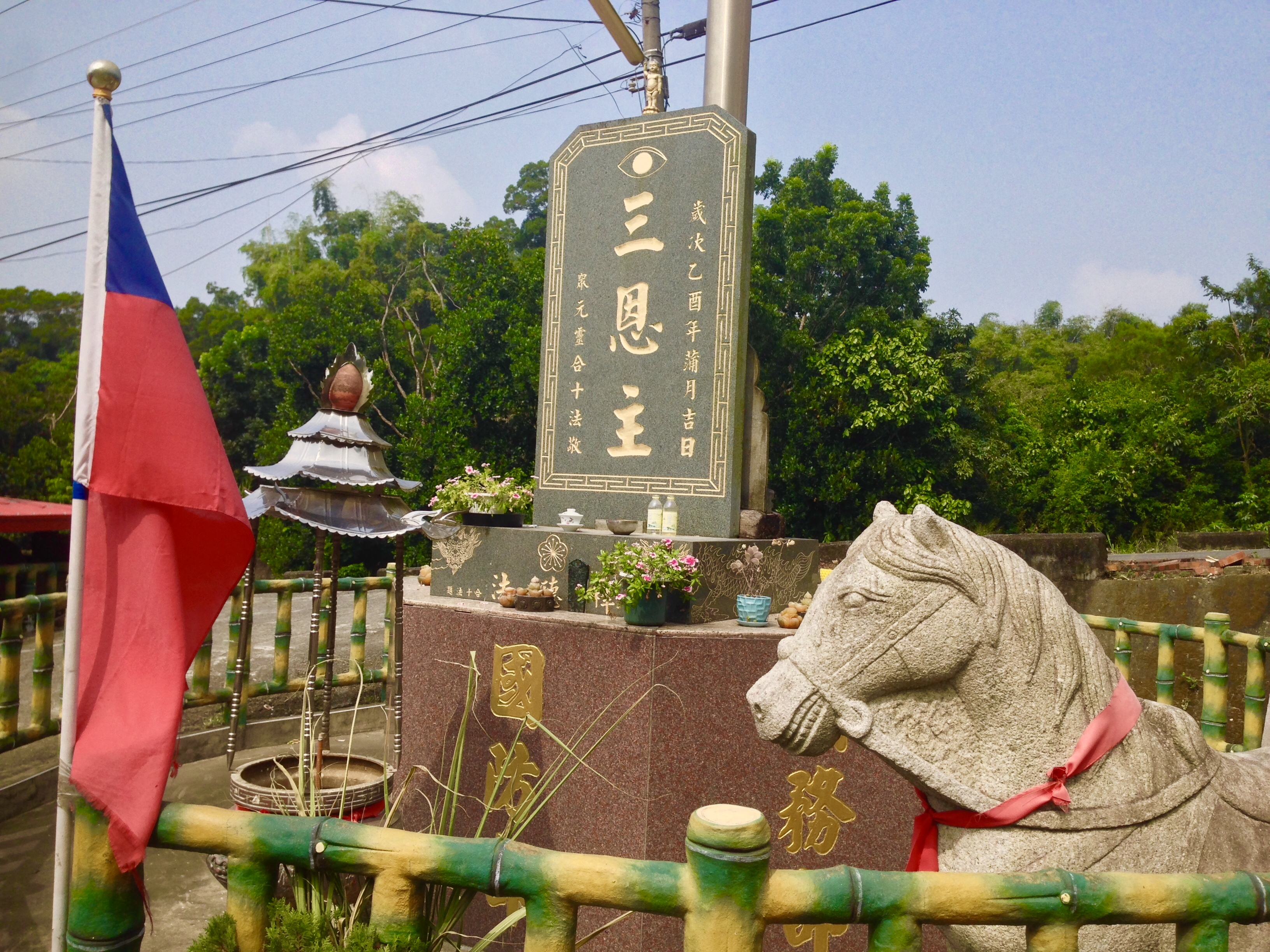
升旗座

## 其他資訊
此廟建於1994年，位在二水鄉惠民村三聖路旁，又名「定國寺」。廟方表示不屬於佛、道、儒任何一宗派。
住持釋德法回憶林陵三在交通部長任內，曾經藉由朋友引薦於廟內參拜，廟殿內還掛著其敬獻的一塊「三皇五帝」牌匾。林陵三則透露有一次來此廟參拜，寺內有起乩說祂是嘉義縣布袋鎮的布袋魍港太聖宮媽祖，要求改善魍港當地的路燈、交通等。廟方亦說前省長宋楚瑜亦來過。
長期以蔬果捐贈弱勢的台南市朝日行善會理事長王永德表示，行善會尚未成立前，有次前往此廟禮佛，裡面一位師父建議成立一個行善會幫助弱勢，該師父還願意找菜商全力配合。

## 外部連結
- 定覺寺官網（页面存档备份，存于）